# Чёрноануйское сельское поселение
Чёрноануйское се́льское поселе́ние — муниципальное образование в Усть-Канском муниципальном районе Республики Алтай Российской Федерации.
Административный центр — село Чёрный Ануй.

## География
Чёрноануйское сельское поселение находится на границе Республики Алтай с Алтайским краем, в долинах рек Ануй и Тураты.

## История
Чёрноануйское сельское поселение на территории Усть-Канского муниципального района было образовано в результате муниципальной реформы  в 2006 году.

## Население
| 2010 | 2011  | 2012 | 2013 | 2014 | 2015 | 2016 |
| ---- | ----- | ---- | ---- | ---- | ---- | ---- |
| 1004 | ↘1002 | ↘961 | ↘933 | ↘913 | ↘882 | ↗897 |
| 2017 | 2018  | 2019 | 2020 | 2021 |      |      |
| ↘854 | ↘831  | ↘827 | ↘820 | ↗882 |      |      |

## Состав сельского поселения
| № | Населённый пункт | Тип населённого пункта       | Население |
| - | ---------------- | ---------------------------- | --------- |
| 1 | Чёрный Ануй      | село, административный центр | ↗576      |
| 2 | Турата           | село                         | ↘170      |
| 3 | Каракол          | село                         | ↗151      |

## Достопримечательности
- В 1975 году в пещере Разбойничья, неподалёку от села Каракол, Н. В. Оводовым среди костей бурого медведя, барсука, дикой лошади, благородного оленя, волков (15 %), лисиц (20%) и гиен (более 50) были найдены череп и нижняя челюсть были найдены останки предположительно древнейшей домашней «палеолитической» собаки (en:Paleolithic dog)[15][16] возрастом 33,5 — 34 тыс. лет[17][18]. Даты по образцам из костей — 29 950 – 27 850 л. н. Исследование мтДНК собаки из Разбойничьей пещеры указало на её связь с более поздними американскими собаками и современными собаками, а не с волками[19]. Однако, исходя из условий времени и места обитания, один из волков Разбойничьей пещеры просто имел некоторые морфологические отличия от других волков[20].
- В 6 км ниже села Чёрный Ануй по течению реки Ануй, в 1,8 км. ниже её левого притока реки Каракол, расположена Денисова пещера, исследование которой позволило не только проследить развитие человеческого общества в регионе начиная с эпохи каменного века до этнографического времени, но и выявить новый подвид человека — денисовцев.